# 요시다 하나 (피겨스케이팅 선수)
요시다 하나(일본어: 吉田 陽菜, 2005년 8월 21일~)는 일본의 피겨스케이팅 선수이다. 2023-24년 피겨스케이팅 그랑프리 파이널에서 3위에 올랐으며 아시안 게임에서 동메달 1개를 획득했다.
요시다는 국제 대회에서 트리플 악셀을 성공시킨 19번째 여자 선수이다.

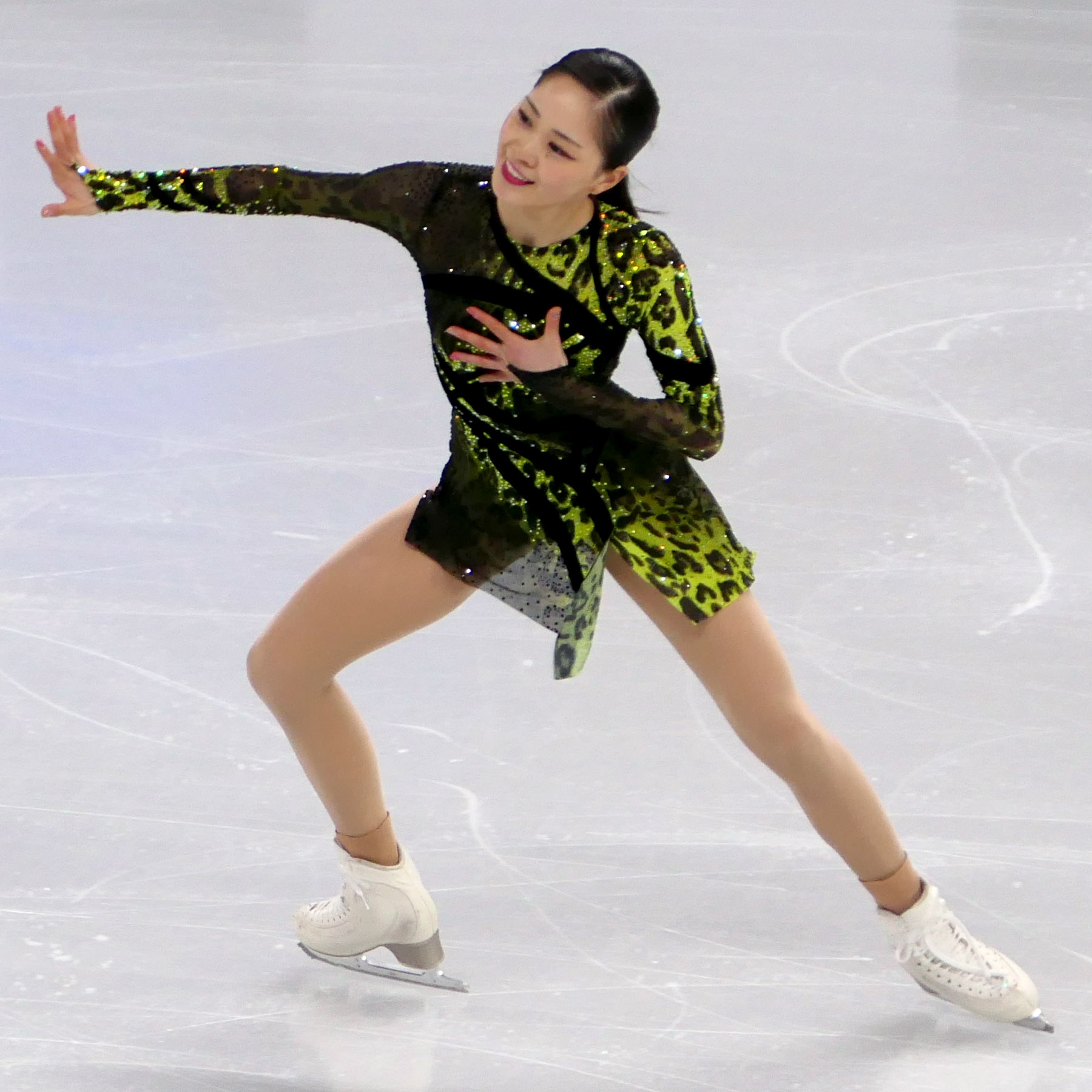
2024년 세계 선수권 대회 쇼트 프로그램 당시의 요시다

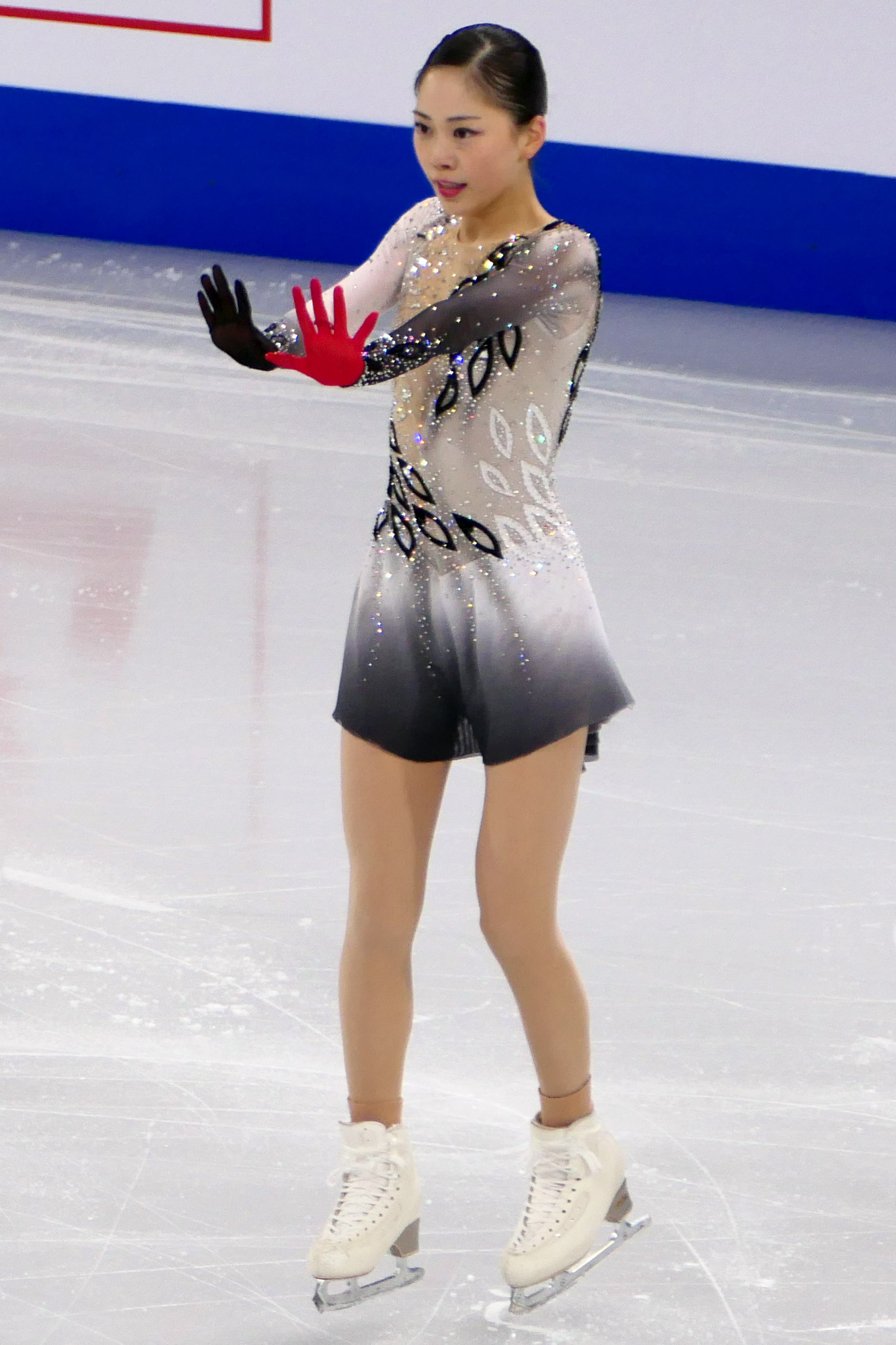
2024년 스케이트 아메리카 당시의 프리 스케이팅 당시의 요시다

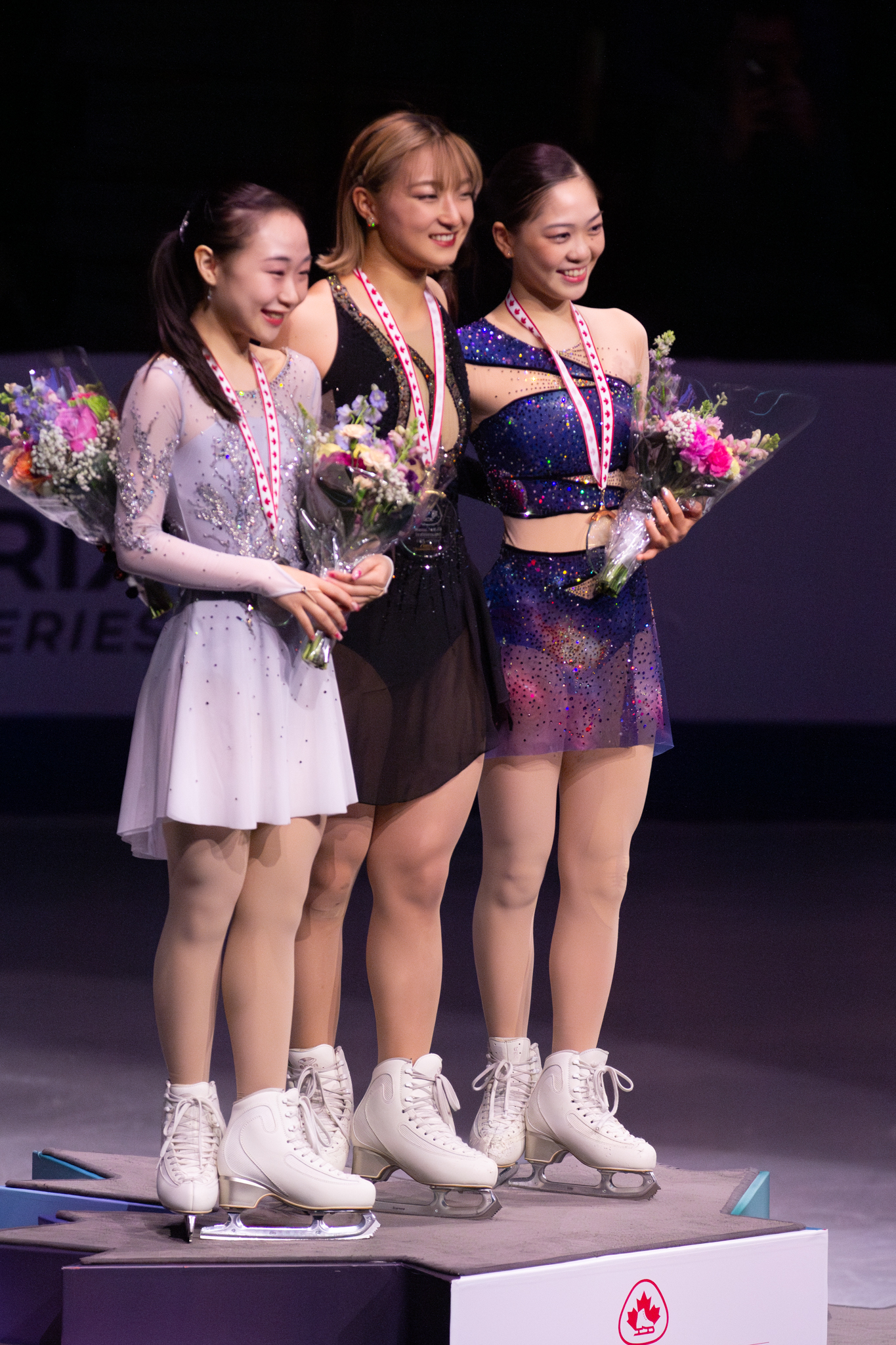
2024년 스케이트 아메리카 시상식 당시의 요시다(가장 오른쪽)